# Les Fantômes d'Ombria
Les Fantômes d'Ombria (titre original : Ombria in Shadow) est un roman de fantasy écrit par l’auteure américaine Patricia A. McKillip paru en 2002 puis traduit en français et publié en 2005.

## Résumé
À la mort du prince d’Ombria, Royce Greve, sa vieille tante, Domina Pearl qui est soupçonnée de l’avoir empoisonné, prend en main la Régence. Son fils Kyel est en effet beaucoup trop jeune pour régner. Domina Peart chasse Lydea, ex-maîtresse du prince qui s’occupait d’élever Kyel. 
Duncan, l’autre neveu de Domina Peart, préfère dessiner plutôt que de prendre le pouvoir, comme l’en pressent quelques jeunes nobles.
Lydea regagne l'auberge de son père. Comme elle souhaite revenir auprès de Kyel, elle demande à Mag, l’apprentie sorcière de Faey, de lui procurer un sort qui la changerait physiquement afin qu'elle ne soit pas reconnue par Domina Pearl. 
Camas Erl, le précepteur de Kyel qui devient apathique sous l’influence de Domina Pearl, est aussi historien. Il s’intéresse beaucoup au passé de la ville et à ses couches superposées. 
Quand les forces du Mal sont trop prégnantes sur Ombria, un monde parallèle caché se dévoile et rétablit l’équilibre. Chacun des protagonistes pourra trouver des éclaircissements sur ce qu’il recherchait ou gagnera une nouvelle place dans l’ordre des choses.

## Personnages principaux
- Royce Greve : prince d’Ombria.
- Lydea : maîtresse de Royce Greve, fille d'aubergiste.
- Kyel : fils de Royce Greve, héritier d’Ombria.
- Domina Pearl : tante âgée de Royce Greve.
- Duncan : neveu de Royce Greve, ignore le nom de son père.
- Faey : sorcière âgée.
- Mag : apprentie sorcière, abandonnée bébé par ses parents.
- Camas Erl : historien, précepteur de Kyel après l’avoir été de Duncan.

## Thèmes abordés
La balance entre le Bien et le Mal et la recherche de ses origines sont les principaux sujets abordés dans ce roman.

## Distinctions
Le roman a obtenu le prix World Fantasy 2003, le prix Mythopoeic 2003 ainsi que le prix Imaginales du meilleur roman étranger 2006.